# Calletaera digrammata
Calletaera digrammata är en fjärilsart som beskrevs av Eugen Wehrli 1925. Calletaera digrammata ingår i släktet Calletaera och familjen mätare. Inga underarter finns listade i Catalogue of Life.